# KNVB Beker 1957/58
Het seizoen 1957/58 van de KNVB Beker was de 41ste editie van de Nederlandse voetbalcompetitie met als inzet de KNVB Beker. Sparta won voor de eerste maal de beker, door in Amsterdam in de finale Volendam met 4-3 te verslaan.
Sparta bereikte de finale door in de halve eindstrijd stadgenoot Feijenoord in De Kuip met 3-1 te verslaan en Volendam versloeg met dezelfde cijfers MVV uit Maastricht.
FC Volendam was de eerste club uit de eerste divisie die de finale haalde sinds de invoering van het profvoetbal in 1954.
Tot en met de derde ronde was bij een gelijke stand na 90 minuten de uitspelende vereniging geplaatst voor de volgende ronde. Vanaf de vierde ronde werd bij een gelijke stand een tweede wedstrijd gespeeld op het terrein van de uitspelende vereniging.

## Voorronde
| Datum            | Wedstrijd             | Uitslag       | Scoreverloop |
| ---------------- | --------------------- | ------------- | --- |
| 1 september 1957 | Helmond – 't Gooi     | 0 – 2 (0 – 2) | Henk de Zoete 0-1, Cees Houtveen 0-2 |
| 1 september 1957 | Hilversum – D.F.C.    | 2 – 2 (1 – 0) | Hans van den Brug 1-0, Piet Meeusen 1-1 Hans van den Brug 2-1, Jan de Jager 2-2                                                                  |
| 1 september 1957 | HVC – Heracles        | 5 – 1 (2 – 0) | Ries van Maarschalkerweerd 1-0, Wout Heinen 2-0, Henk Wesseling 3-0, 60' Herman Vrieling 3-1, Siem Sleeking 4-1, Siem Sleeking 5-1               |
| 1 september 1957 | Tubantia – Roda Sport | 2 – 1 (2 – 1) | 15' Eduard Pauwels (e.d.) 1-0, 20' Jacky Jurissen 2-0, Toon Ederveen 2-1                                                                         |
| 1 september 1957 | VSV – Enschedese Boys | 2 – 3 (0 – 2) | 20' Gerrit Nijsink 0-1, 35' Edy Groothuis 0-2, Rinus Spaans (pen) 1-2, 80' Jaap Pelser 2-2, 86' Jan Verhoeven 2-3                                |
| 1 september 1957 | ZFC – Helmondia '55   | 4 – 4 (4 – 1) | André Roosenburg 0-1, Jan Smit (pen) 1-1, Cor Kat 2-1, Cor Kat 3-1, Lou de Graaf 4-1, André Roosenburg 4-2, Frans Stallen 4-3, Frans Stallen 4-4 |

## Eerste ronde
| Datum            | Wedstrijd                       | Uitslag        | Scoreverloop |
| ---------------- | ------------------------------- | -------------- | --- |
| 26 december 1957 | AGOVV – Epe                     | 5 – 1 ( – )    | 10' Mais Hanskamp 1-0, Wim Bakker 2-0, Harmen de Jong 3-0, Mais Hanskamp 4-0, Jan Remkens 4-1, Wim Bakker 5-1 |
| 26 december 1957 | Alkmaar '54 – Baarn             | 3 – 1 (1 – 1)  | 14' Piet Kaas (pen) 1-0, 18' Ouderdorp 1-1, 48' Piet Kaas 2-1, Bonnie Bult 3-1 |
| 26 december 1957 | Amsterdam – JOS                 | 4 – 3 (3 – 3)  | 10' Dick Schenkel 1-0, Van Geenen 1-1, 25' Nico Oostwal 1-2, 30' Klaas Smit 2-2, Cees Kick 3-2, Van Geenen 3-3, 60' Cees Kick (pen) 4-3 |
| 26 december 1957 | Appingedam – Velocitas          | 0 – 4 (0 – 2)  | Evert Drommel 0-1, Klaas van der Veen 0-2, Evert Westerdiep 0-3, Bé Zuur (e.d.) 0-4 |
| 26 december 1957 | Baronie – VES '35               | 7 – 0 (2 – 0)  | |
| 26 december 1957 | Be Quick – FVC                  | 0 – 0          | |
| 26 december 1957 | Berghem Sport – LONGA           | 0 – 6 (0 – 1)  | Cees Bergmans 0-1, Marie van Noye 0-2, Cees Bergmans 0-3, Jan Paulissen 0-4, Henk Zieltjens 0-5, Henk Zieltjens 0-6 |
| 26 december 1957 | Blauw Zwart – UVS               | 1 – 4 (0 – 0)  | 59' Henk Mattheeuwissen 0-1, 65' Han Verhoeks 0-2, ? 0-3, Cor van der Zeeuw 0-4, Harry Wildenberg 1-4 |
| 26 december 1957 | Boxmeer – Limburgia             | 2 – 3 (1 – 1)  | Van Hooy 1-0, Gène Gerards 1-1, 55' Gradus Hansen 1-2, 60' Van Hooy 2-2, Gradus Hansen 2-3 |
| 26 december 1957 | DHC – Neptunus                  | 3 – 3 (0 – 1)  | Van Noortwijk (pen) 0-1, 52' Jan Allart 0-2, Sluiter 0-3, 75' Damsma (e.d.) 1-3, Janus van der Gijp 2-3, 90' Jan van Miert |
| 26 december 1957 | DIO '30 – N.E.C.                | 5 – 2 (2 – 0)  | 25' Daan van Woezik 1-0, 30' Daan van Woezik 2-0, 40' Tini van Reeken 2-1, 70' Moises Bicentini 2-2, Toonen 3-2, 84' Lakenberg 4-2, Loet van Kampen 5-2                                                                                             |
| 26 december 1957 | DOSKO – Gilze                   | 3 – 2 (1 – 1)  | Rinus Bennaars 1-0, Henk Faes (pen) 1-1, Machielsen 1-2, Jan van de Watering (pen) 2-2, Jacques Schuurbiers 3-2 |
| 26 december 1957 | DWS – Zandvoortmeeuwen          | 2 – 0 (0 – 0)  | 52' Arie de Oude 1-0, 80' Arie Klein 2-0 |
| 26 december 1957 | EBOH – De Spechten              | 1 – 2 (0 – 1)  | Jan Lukken 0-1, 63' Spoor 1-1, 85' Broer van den Berg 1-2 |
| 26 december 1957 | EHS – EDO                       | 0 – 3 (0 – 1)  | Henk Belfroid 0-1, 75' Joop Duivenvoorden 0-2, 85' Hans Spiers 0-3 |
| 26 december 1957 | Emmen – Zwartemeer              | 2 – 2 (2 – 0)  | 13' Bertus Strating 1-0, 24' Jacob Brust 2-0, 53' Hans Kalter 2-1, 89' Tonny Roosken 2-2 |
| 26 december 1957 | Fortuna Vl – Zwijndrecht        | 5 – 1 (4 – 1)  | 6' G van Loon (e.d.) 1-0, 10' Jan van den Berg 2-0, 21' Jan van den Berg 3-0, de Leeuw 3-1, 30' Jan Bouman 4-1, Jan van den Berg 5-1 |
| 26 december 1957 | De Graafschap – Arnhemse Boys   | 8 – 1 (2 – 1)  | 10' Gerrit Selderhuis 1-0, 17' Paul Vet 2-0, 22' Herman Kreuzen 2-1, Cor Smulders 3-1, Epi Jansen 4-1, 70' Gerrit Selderhuis 5-1, 71' Gerrit Kluin 6-1, Gerrit Selderhuis 7-1, Epi Jansen 8-1                                                       |
| 26 december 1957 | Haarlem – KDS                   | 5 – 2 (2 – 1)  | Siem de Graaf 1-0, De Heus 1-1, Paul Degenaar 2-1, 50' Storm 2-2, Aad Goedhart 3-2, Aad Goedhart 4-2, Piet Groeneveld 5-2 |
| 26 december 1957 | Heerenveen – Musselkanaal       | 3 – 0 (1 – 0)  | 44' Bart Hainja 1-0, 65' Sicco Kuipers 2-0, 80' Sikke Venema 3-0 |
| 26 december 1957 | Helmondia '55 – RKVVL           | 3 – 1 (1 – 0)  | 42' Harry Swanenberg 1-0, Harry Swanenberg 2-0, Harrie Kornuyt 3-0, Penders (pen) 3-1 |
| 26 december 1957 | Hermes DVS – Delft              | 4 – 0 (3 – 0)  | 10' Frans van de Burg 1-0 15' Gidi Jacobs 2-0, 22' Gidi Jacobs 3-0, 47' Frans van de Burg 4-0 |
| 26 december 1957 | HVC – Leones                    | 7 – 0 (3 – 0)  | Bennie Marcus 1-0, Bennie Marcus 2-0, Wout Heinen 3-0, 55' Wout Heinen 4-0, Wout Heinen 5-0, Wout Heinen (pen) 6-0, Wout Heinen 7-0 |
| 26 december 1957 | Internos – NAC                  | 1 – 7 (0 – 2)  | Leo Canjels 0-1, Louis Overbeeke 0-2, Leo Canjels 0-3, Jan van Hoogenhuizen 0-4, Swart 1-4, Cock Luyten 1-5, Louis Overbeeke 1-6, Cock Luyten 1-7                                                                                                   |
| 26 december 1957 | Leeuwarden – Sneek              | 6 – 1 (4 – 1)  | 1' Albert (Pier) Alma 1-0, 15' André Hofman 2-0, 20' Bert Bouma (pen) 2-1, Jaap van Oosten 3-1, Jan Hoekema 4-1, 52' Jaap van Oosten 5-1, 80' Jan Hoekema 6-1                                                                                       |
| 26 december 1957 | LFC – SHS                       | 1 – 3 (0 – 1)  | 35' Piet Dekker 0-1, 51' Wim Zwarts 0-2, 55'Jan Neuteboom (e.d.) 0-3, 85' Wim van Kampen 1-3 |
| 26 december 1957 | Maurits – Fortuna '54           | 0 – 6 (0 – 1)  | 38' Bram Appel 0-1, 53' Bob Jongen 0-2, 57' Bob Jongen 0-3, 72' Bram Appel 0-4, Bob Jongen 0-5, 90' Bram Appel 0-6 |
| 26 december 1957 | De Musschen – Excelsior         | 0 – 8 (0 – 3)  | |
| 26 december 1957 | ONA – HION                      | 2 – 0 (2 – 0)  | 2' Adrie van den Berg 1-0, 35' Joop Christ 2-0 |
| 26 december 1957 | OVVO – RCH                      | 1 – 3 (0 – 0)  | 47' Wout de Groot 1-0, 62' Dries Mul (pen) 1-1, Maup Kruijer 1-2, 75' Dries Mul 1-3 |
| 26 december 1957 | PEC – Stadskanaal               | 0 – 1 (0 – 1)  | 17' Ristig 0-1 |
| 26 december 1957 | PSV – Swift '36                 | 12 – 1 (4 – 0) | Piet Kruiver 1-0, Piet Fransen 2-0, Coen Dillen 3-0, Piet Kruiver 4-0, Toon Brusselers 5-0, Coen Dillen 6-0, Piet Kruiver 7-0, Piet Fransen 8-0, Toon Brusselers 9-0, 79' Sevenich 9-1, Coen Dillen 10-1, Piet Kruiver 11-1, Harry van Elderen 12-1 |
| 26 december 1957 | Quick '20 – Oldenzaal           | 4 – 4 (3 – 1)  | 8' Herman Wienk 1-0, 13' Johan Beuvink 1-1, 23' Herman Wienk 2-1, 25' Borghuis 3-1, 58' Johan Beuvink 3-2, 75' Ton Pierik 3-3, 86' Jacob Edel 3-4, 89' Peters 4-4                                                                                   |
| 26 december 1957 | RIOS '31 – Sittardia            | 0 – 7 (0 – 3)  | 30' Harie Ehlen 0-1, 35' Gerard Gruisen 0-2, 40' Thei Huisman 0-3, 50' Hein Strouken 0-4, Hein Strouken 0-5, 80' Johan Adang 0-6, Harie Ehlen 0-7                                                                                                   |
| 26 december 1957 | RODA – Zeist                    | 1 – 3 (0 – 2)  | Teus van Rheenen 0-1, Teus van Rheenen 0-2, 46' Teus van Rheenen 0-3, Bolink 1-3 |
| 26 december 1957 | SCH – Rheden                    | 4 – 4 (1 – 2)  | 7' Ap Bosveld 0-1, 11' Klaassen 1-1, 13' Ben Zweers 1-2, 60' Piet Wijnolts 1-3, 68' Koster 2-3, 72' Piet Wijnolts 2-4, 80' Plamont 3-4, 84' Gidding (pen) 4-4                                                                                       |
| 26 december 1957 | Sliedrecht – ADO                | 0 – 5 (0 – 2)  | 30' Theo Timmermans 0-1, 34' Theo Timmermans 0-2, 57' Lex Rijnvis 0-3, 75' Carol Schuurman 0-4, 79' Matthijs (Mick) Clavan 0-5 |
| 26 december 1957 | Sparta – Laakkwartier           | 3 – 1 (1 – 1)  | 8' Geer van Dinten 0-1, 20' Joop Daniëls 1-1, 50' Joop van Linstee 2-1, 65' Joop van Linstee 3-1 |
| 26 december 1957 | Spartaan '20 – SVV              | 2 – 3 (2 – 0)  | 10' Jan van Stralen 1-0, 28' Jan van Stralen 2-0, 51' Jo Maltha 2-1, 69' Henk Könemann 2-2, 76' Cor Corbeau 2-3 |
| 26 december 1957 | Steenbergen – D.F.C.            | 0 – 2 (0 – 2)  | 25' Piet Meeusen 0-1, 42' Wim de Groot 0-2 |
| 26 december 1957 | Stormvogels – VVB               | 8 – 1 (4 – 0)  | 7' Henk Groot 1-0, Gouke van der Meer 2-0, Henk Groot 3-0, Cees Groot 4-0, Henk Groot 5-0, Gouke van der Meer 6-0, Cees Groot 7-0, Henk Groot 8-0, Koppen 8-1                                                                                       |
| 26 december 1957 | Tiglieja – VVV                  | 2 – 11 (1 – 1) | Doelpuntenmakers Tiglieja: Dahmen, Huub Peters. Doelpuntenmakers VVV: Ludwig Zorgvliet 3x, Jozef Theuws 2x, Hans Sleven 2x, Faas Wilkes 2x, Jan Seelen, Gijs Nass                                                                                   |
| 26 december 1957 | Tubantia – RES                  | 6 – 1 (4 – 1)  | 10' Gerrit Lippinkhof 1-0, 15' Mulder 1-1, 20' Gerrit Lippinkhof 2-1, 25' Gerrit Lippinkhof 3-1, 38' Gerrit Lippinkhof 4-1, Gerrit Lippinkhof 5-1, 75' Frans Eppink 6-1                                                                             |
| 26 december 1957 | UDI '19 – Eindhoven             | 1 – 6 (1 – 5)  | Sjaak Verspeek 0-1, Jan Louwers 0-2, Sjaak Verspeek 0-3, Sjaak Verspeek 0-4, Sjaak Verspeek 0-5, Kremers 1-5, Sjaak Verspeek 1-6 |
| 26 december 1957 | De Valk – RKBSV                 | 5 – 1 (2 – 0)  | 10' Seuntjens 1-0, 40' Wilbers 2-0, Van Leest 3-0, Vereycken (pen) 4-0, Vereycken 5-0, 86' Vrösch 5-1 |
| 26 december 1957 | Veendam – Meeden                | 4 – 0 (1 – 0)  | Tinus Macquering 1-0, Afinus de Vries 2-0, Afinus de Vries 3-0, Jan van der Berg 4-0 |
| 26 december 1957 | Volendam – De Spartaan          | 4 – 2 (1 – 1)  | 24' Co Valks 0-1, 34' Jaap (Jut) Smit 1-1, 50' Henk (Spijker) Jonk 2-1, 62' Jaap (Jut) Smit 3-1, Hemminga 3-2, 87' Dick Tol 4-2 |
| 26 december 1957 | VUC – Feijenoord                | 0 – 2 (0 – 1)  | 16' Henk Schouten 0-1, 65' Cor van der Gijp 0-2 |
| 26 december 1957 | VIJDO – Vitesse                 | 0 – 7 (0 – 2)  | 21' Gerrit van der Pol 0-1, Gerrit van der Pol 0-2, Bert Theunissen 0-3, Gerrit van der Pol 0-4, Gerrit van der Pol 0-5, Gerrit van der Pol 0-6, Toon Huiberts 0-7                                                                                  |
| 26 december 1957 | Wageningen – Borne              | 4 – 0 (1 – 0)  | 44' Ton van de Weerd 1-0, 65' Hans van Eeden 2-0, Ton van de Weerd 3-0, Charley van de Weerd 4-0 |
| 26 december 1957 | Weerdinge – Zwolsche Boys       | 1 – 6 (0 – 3)  | 25' Theo Heidenrijk 0-1, 30' Theo Heidenrijk 0-2, 40' Peter Tuasuun 0-3, Roelof Hofman 0-4, 60' Roelof Hofman 0-5, Peter Tuasuun 0-6, De Jong 1-6, Theo Heidenrijk 1-7                                                                              |
| 26 december 1957 | VV West Frisia – Elinkwijk      | 2 – 3 (2 – 2)  | 20' Michel Kruin 0-1, 25' Job Gademans (e.d.) 1-1, 33' Frank Mijnals 1-2, Verberne 2-2, 81' Henk Langendijk (e.d.) 2-3 |
| 26 december 1957 | Wilhelmina – Gemert             | 4 – 3 (2 – 1)  | 3' Jan Maas 0-1, 32' Wim van der Plas 1-1, 43' Wim van der Plas 2-1, Hans van Wetten 2-2, Theo Vogels 2-3, 84' Theo Borsten 3-3, 87' Geert Princen 4-3                                                                                              |
| 26 december 1957 | WSC – RBC                       | 0 – 3 (0 – 0)  | 75' Theo Laseroms 0-1, 80' Theo Laseroms 0-2, 85' Kees Vermunt 0-3 |
| 26 december 1957 | WSV '30 – KFC                   | 2 – 1 (1 – 0)  | 1' Jan de Vries 1-0, 59' Andries Kok 1-1, 75' Joep de Leeuw 2-1 |
| 26 december 1957 | Zilvermeeuwen – De Volewijckers | 0 – 5 (0 – 0)  | 52' Piet Boogaard 0-1, 54' Frits Kick 0-2, 65' Sjaak de Vries 0-3, 81' Piet Boogaard 0-4, Henk Looijen 0-5 |
| 29 december 1957 | 't Gooi – SDOUC                 | 4 – 1 (3 – 1)  | Cees van Wilpen 1-0, Cees Houtveen 2-0, 30' Cees Houtveen 3-0, Theo Huls 3-1, 85' Cees Houtveen 4-1 |
| 29 december 1957 | MVV – RKONS                     | 6 – 0 (1 – 0)  | Gerard (Pummy) Bergholtz 1-0, Frits Stevens 2-0, Harrie Verdonschot 3-0, Frans Rutten (pen) 4-0, Gerard (Pummy) Bergholtz 5-0, Chris Coenen 6-0 |
| 29 december 1957 | Rapid JC – Venray               | 6 – 0 (4 – 0)  | Hub Lenz 1-0, Mat Loo 2-0, Hub Bisschops 3-0, Huub Janssen 4-0, 55' Mat Loo 5-0, Hub Bisschops 6-0 |
| 1 januari 1958   | Goes – NOAD                     | 2 – 4 (1 – 2)  | 17' Jan Meijer 0-1, Verstelle 1-1, 26' Ab Kentie 1-2, 66' Ab Kentie 1-3, 67' Jan Meijer 1-4, 78' Verstelle 2-4 |
| 1 januari 1958   | Willem II – MULO                | 6 – 2 (4 – 0)  | 5' Nico van Elderen 1-0, Gerrit de Wit 2-0, Coy Koopal 3-0 Jan Brooijmans 4-0, Coy Koopal 5-0, Kuipers 5-1, Gerrit de Wit 6-1, 80' Van de Langerijt 6-2                                                                                             |
| 5 januari 1958   | Enschedese Boys – VVO           | 4 – 2 (3 – 1)  | 10' Johannes Verhoeven 1-0, Pierre Kerkhoffs 2-0, 35' Van Asperen 2-1, Johannes Verhoeven 3-1, 52' Gerritsen 3-2, 75' Johannes Verhoeven 4-2 |
| 16 februari 1958 | Rigtersbleek – Hengelo          | 3 – 1 (1 – 1)  | Gerrit Trooster 1-0, Joop Ensing 1-1, 65' Frans van Hemert 2-1, 80' Gerrit Trooster 3-1 |
| 30 april 1958    | Xerxes – Gouda                  | 1 – 0 (0 – 0)  | 50' Albert Ravenstein 1-0 |

## Tweede ronde
| Datum            | Wedstrijd                     | Uitslag       | Scoreverloop |
| ---------------- | ----------------------------- | ------------- | --- |
| 12 februari 1958 | Wilhelmina – NOAD             | 2 – 3 (1 – 3) | 10' Ab Kentie 0-1, 15' Frits Louer 0-2, 18' Jan Meijer 0-3, 42' Theo Borsten 1-3, 65' G. Jansen 2-3                                                                    |
| 15 februari 1958 | Rapid JC – Sittardia          | 1 – 2 (1 – 2) | 25' Hub Bisschops 1-0, 30' Gerard Gruisen 1-1, 40' Harie Ehlen 1-2 |
| 15 februari 1958 | De Valk – Limburgia           | 0 – 2 (0 – 1) | 22' Leo Habets 0-1, 68' Gradus Hansen 0-2 |
| 16 februari 1958 | ADO – EDO                     | 3 – 1 (1 – 0) | 10' Mathijs (Mick) Clavan 1-0, 52' Henk Belfroid 1-1, 79' Lex Rijnvis 2-1, 89' Theo Timmermans 3-1                                                                     |
| 16 februari 1958 | Excelsior – ONA               | 1 – 0 (0 – 0) | 47' Piet Slui 1-0 |
| 16 februari 1958 | Feijenoord – Neptunus         | 5 – 3 (2 – 2) | 20' Jan Allart 0-1, 22' Jaap Allart 0-2, Cor van der Gijp 1-2, 40' Toon Meerman 2-2, 60' Kees Rijvers 3-2, 74' Toon Meerman 4-2, Jaap Allart 4-3, 89' Toon Meerman 5-3 |
| 16 februari 1958 | Fortuna '54 – RBC             | 1 – 1 (0 – 1) | 26' Kees Vermunt 0-1, 65' Kees Cools (e.d.) 1-1 |
| 16 februari 1958 | LONGA – De Spechten           | 3 – 0 (1 – 0) | 27' Piet Villevoye 1-0, 75' Gerard Spanings 2-0, 81' Henk van Erp 3-0                                                                                                  |
| 16 februari 1958 | PSV – D.F.C.                  | 4 – 0 (1 – 0) | 17' Theo Buenen 1-0, 50' Trevor Ford 2-0, 55' Jan van den Heuvel 3-0, 59' Piet Fransen 4-0                                                                             |
| 16 februari 1958 | Stormvogels – SVV             | 4 – 2 (4 – 1) | 7' Cor Corbeau 0-1, 15' Henk Tap (e.d.) 1-1, 20' Henk Groot 2-1, Henk Janssen 3-1, 40' Toon de Boer 4-1, 67' Cor Corbeau 4-2                                           |
| 23 maart 1958    | MVV – Baronie                 | 3 – 2 (2 – 1) | 7' Frans Rutten 1-0, 15' Piet Kas 1-1, 17' Jo Toennaer 2-1, 54' Piet Kas 2-2, 76' Albert Ummels 3-2                                                                    |
| 23 maart 1958    | UVS – SHS                     | 0 – 3 (0 – 1) | 18' Piet Dekker 0-1, 85' Wim Zwarts 0-2, Wim Zwarts 0-3 |
| 23 maart 1958    | Stadskanaal – Enschedese Boys | 0 – 1 (0 – 0) | 88' Henk Leusink 0-1 |
| 23 maart 1958    | WSV '30 – RCH                 | 2 – 5 (1 – 3) | 10' Jan de Vries 1-0, 11' Jan Honout 1-1, 30' Dries Mul 1-2, 40' Piet Korver (e.d.) 1-3, 48' Jan de Vries 2-3, 51' Jan Honout 2-4, Dries Mul 2-5                       |
| 7 april 1958     | Tubantia – FVC                | 3 – 0 (2 – 0) | 15' Frans Eppink 1-0, 25' Wim Perik 2-0, 75' Martin Philips 3-0 |
| 7 april 1958     | De Volewijckers – Alkmaar '54 | 0 – 0         | |
| 12 april 1958    | DOSKO – Willem II             | 1 – 0 (1 – 0) | 37' Wim Bennaars 1-0 |
| 12 april 1958    | 't Gooi – Fortuna Vl          | 2 – 0 (1 – 0) | 40' Joop Klinkenberg 1-0, 50' Joop Klinkenberg 2-0 |
| 12 april 1958    | Heerenveen – De Graafschap    | 3 – 0 (1 – 0) | 25' Piet Fleur 1-0, 47' Piet Fleur 2-0, 60' Jaap Waslander 3-0 |
| 13 april 1958    | DIO '30 – Rheden              | 0 – 2 (0 – 0) | 70' Piet Wijnolts 0-1, Ben Zweers 0-2 |
| 13 april 1958    | DWS – Elinkwijk               | 1 – 1 (0 – 1) | 38' Ad van Norden 0-1, 55' Arie Klein 1-1 |
| 13 april 1958    | Leeuwarden – Oldenzaal        | 2 – 1 (0 – 1) | 20' Gerrit Kuiper 0-1, 57' Jan Hoekema 1-1, 80' André Hofman (pen) 2-1                                                                                                 |
| 13 april 1958    | Veendam – Wageningen          | 2 – 2 (1 – 1) | Sietze de Jong 1-0, Charley van de Weerd 1-1, 58' Sietze de Jong 2-1, 85' Ton van de Weerd 2-2                                                                         |
| 16 april 1958    | NAC – Eindhoven               | 4 – 1 (4 – 0) | 6' Leo Canjels (pen) 1-0, 20' Cock Luyten 2-0, 40' Louis Overbeeke 3-0, 43' Louis Overbeeke 4-0, 59' Dick Snoek 4-1                                                    |
| 30 april 1958    | AGOVV – Zwolsche Boys         | 5 – 0 (3 – 0) | 10' Bertus Wasmus 1-0, 17' Mais Hanskamp (pen) 2-0, 30' Wim Bakker 3-0, 60' Henk Kanselaar 4-0, 65' Mais Hanskamp 5-0                                                  |
| 30 april 1958    | Helmondia '55 – VVV           | 2 – 0 (0 – 0) | 46' Harrie Duda 1-0, 56' Frans Stallen 2-0 |
| 30 april 1958    | Hermes DVS – HVC              | 0 – 0         | |
| 30 april 1958    | Rigtersbleek – Velocitas      | 0 – 2 (0 – 0) | 78' Klaas van der Veen 0-1, 81' Klaas van der Veen 0-2 |
| 30 april 1958    | Volendam – Amsterdam          | 3 – 2 (1 – 0) | 36' Harmen Veerman 1-0, 50' Ben Steur 2-0, 59' Dick Tol 3-0, 73' Klaas (Kip) Smit 3-1, 90' Han Tolmeijer (pen) 3-2                                                     |
| 4 mei 1958       | Haarlem – Sparta              | 1 – 1 (0 – 0) | 48' Piet Groeneveld 1-0, 80' Piet de Vries 1-1 |
| 4 mei 1958       | Zwartemeer – Vitesse          | 3 – 4 (1 – 1) | Gerrit Pesman 1-0, 41' Toon Huiberts 1-1, Willy Hoogenberg 2-1, 60' Evert van der Horst 2-2, Evert van der Horst 2-3, Gerrit van der Pol (pen) 2-4, Henk de Vries 3-4  |
| 11 mei 1958      | Zeist – Xerxes                | 1 – 0 (0 – 0) | 75' Wim van de Flier 1-0 |

## Derde ronde
| Datum       | Wedstrijd                    | Uitslag       | Scoreverloop |
| ----------- | ---------------------------- | ------------- | --- |
| 21 mei 1958 | AGOVV – Leeuwarden           | 2 – 1 (1 – 1) | 7' Johannes (Hampie) Bakker 0-1, 11' Bertus Wasmus 1-1, 65' Harmen de Jong 2-1 |
| 21 mei 1958 | DOSKO – NOAD                 | 3 – 1 (1 – 0) | 7' Machielsen 1-0, 53' Piet Vonk 2-0, 80' Tini van Osch 2-1, 87' Jacques Schuurbiers 3-1 |
| 21 mei 1958 | 't Gooi – ADO                | 1 – 0 (0 – 0) | 66' Cees van Wilpen 1-0 |
| 21 mei 1958 | Helmondia '55 – Sittardia    | 3 – 2 (2 – 1) | Cor van den Molengraft (e.d.) 0-1, André Roosenburg 1-1, Harrie Duda 2-1, 50' ? 2-2, Frans Stallen 3-2 |
| 21 mei 1958 | LONGA – NAC                  | 1 – 5 (0 – 2) | 20' Hein van Gastel 0-1, 27' Louis Overbeeke 0-2, Leo Canjels 0-3, Louis Overbeeke 0-4, Leo Canjels 0-5, Jan van Hoogenhuizen (e.d.) 1-5                                                                                  |
| 21 mei 1958 | RCH – Elinkwijk              | 2 – 0 (2 – 0) | 13' Piet Henke 1-0, 38' Maup Kruijer 2-0 |
| 21 mei 1958 | Rheden – HVC                 | 2 – 1 (1 – 1) | 4' Ries van Maarschalkerweerd 0-1, 43' Ben Zweers 1-1, 63' Siem Sleeking (e.d.) 2-1 |
| 21 mei 1958 | SHS – Excelsior              | 0 – 2 (0 – 0) | Piet Slui 0-1, 66' Piet Slui 0-2 |
| 21 mei 1958 | Velocitas – Heerenveen       | 5 – 3 (1 – 0) | 30' Klaas van der Veen 1-0, 50' Sicco Kuiper (e.d.) 2-0, 52' Klaas van der Veen 3-0, 60' Klaas van der Veen 4-0, 67' Piet Fleur 4-1, Sikke Venema 4-2, 87' Klaas van der Veen 5-2, 90' Germ Hofma 5-3                     |
| 21 mei 1958 | Volendam – Stormvogels       | 2 – 0 (1 – 0) | 15' Dick Tol 1-0, 50' Snelders (e.d.) 2-0 |
| 22 mei 1958 | Tubantia – Vitesse           | 0 – 2 (0 – 1) | 23' Gerrit van der Pol 0-1, 89' Bert Theunissen 0-2 |
| 22 mei 1958 | Zeist – Feijenoord           | 2 – 2 (2 – 1) | 21' Cor van der Gijp 0-1, 25' Witte 1-1, 45' Piet de Jongh 2-1, 60' Kees Rijvers 2-2 |
| 23 mei 1958 | RBC – PSV                    | 3 – 7 (1 – 3) | 5' Trevor Ford 0-1, 16' Trevor Ford 0-2, 20' Theo Laseroms 1-2, Coen Dillen 1-3, 50' Coen Dillen 1-4, 67' Piet Fransen 1-5, 71' Piet Fransen 1-6, 73' Coen Dillen 1-7, 85' Piet Bruijninckx 2-7, 88' Piet Bruijninckx 3-7 |
| 24 mei 1958 | Alkmaar '54 – Sparta         | 1 – 3 (0 – 1) | 18' Tinus Bosselaar 0-1, 61' Joop Daniëls 0-2, Wim van der Gijp 0-3, 82' Piet Kaas (pen) 1-3 |
| 24 mei 1958 | Wageningen – Enschedese Boys | 5 – 2 (3 – 1) | Joop van de Kolk 1-0, 35' Ton van de Weerd 2-0, 38' Hans van Eeden 3-0, 40' Gerrit Nijsink 3-1, 50' Gerrit Nijsink 3-2, Charley van de Weerd 4-2, Hans Luiten (e.d.) 5-2                                                  |
| 3 juni 1958 | MVV – Limburgia              | 2 – 0 (1 – 0) | 10' Chris Coenen 1-0, 78' Albert Ummels 2-0 |

## Vierde ronde
| Datum       | Wedstrijd            | Uitslag       | Scoreverloop |
| ----------- | -------------------- | ------------- | --- |
| 30 mei 1958 | PSV – Helmondia '55  | 5 – 4 (4 – 1) | 6' Theo Buenen 1-0, 10' Trevor Ford 2-0, 25' Trevor Ford 3-0, 26' Piet Fransen 4-0, 33' André Roosenburg 4-1, André Roosenburg 4-2, 58' Gerrit Slegers 4-3, 60' Toon Brusselers 5-3, 85' André Roosenburg 5-4 |
| 7 juni 1958 | DOSKO – MVV          | 1 – 2 (0 – 1) | 7' Georg Hecht 0-1, 59' Albert Ummels 0-2, 69' Jack Schuurbiers 1-2 |
| 7 juni 1958 | Feijenoord – RCH     | 3 – 3 (2 – 0) | 32' Henk Schouten 1-0, 44' Tinus Osterholt 2-0, 47' Piet van der Lippe 2-1, 60' Cor van der Gijp 3-1, 64' Piet van der Lippe 3-2, 67' Piet van der Lippe 3-3                                                  |
| 7 juni 1958 | 't Gooi – Sparta     | 1 – 4 (1 – 0) | 40' Joop Klinkenberg 1-0, Ad Verhoeven 1-1, Peet Geel 1-2, Tinus Bosselaar 1-3, Peet Geel 1-4 |
| 7 juni 1958 | Velocitas – Rheden   | 1 – 4 (0 – 1) | 6' Piet Wijnolts 0-1, 49' Klaas van der Veen 1-1, 53' Ap Bosveld 1-2, 82' Ap Bosveld 1-3, Ben Zweers 1-4 |
| 7 juni 1958 | Vitesse – AGOVV      | 1 – 2 (0 – 2) | 5' Mais Hanskamp 0-1, 38' Mais Hanskamp 0-2, 47' Toon Huiberts (pen) 1-2 |
| 7 juni 1958 | Volendam – Excelsior | 4 – 0 (2 – 0) | 9' Harmen Veerman 1-0, 19' Harmen Veerman 2-0, 47' Dick Tol 3-0, 62' Ben Steur 4-0 |
| 7 juni 1958 | Wageningen – NAC     | 3 – 3 (2 – 1) | 17' Cock Luyten 0-1, 18' Charley van de Weerd 1-1, 24' Ton van de Weerd 2-1, 48' Hein van Gastel 2-2, Charley van de Weerd 3-2, 71' Adrie Pelkmans 3-3                                                        |

Replay
| Datum        | Wedstrijd        | Uitslag                    | Scoreverloop |
| ------------ | ---------------- | -------------------------- | --- |
| 10 juni 1958 | NAC – Wageningen | 2 – 3 n.v. (2 – 2) (1 – 1) | 2' Charley van de Weerd 0-1, 20' Hein van Gastel 1-1, 46' Charley van de Weerd 1-2, 55' Leo Canjels (pen) 2-2, 108' Charley van de Weerd 2-3 |
| 10 juni 1958 | RCH – Feijenoord | 1 – 2 n.v. (1 – 1) (1 – 0) | 44' Henk Schouten 0-1, 88' Dries Mul (pen) 1-1, 118' Cor van der Gijp 1-2                                                                    |

## Kwartfinales
| Datum        | Wedstrijd             | Uitslag       | Scoreverloop |
| ------------ | --------------------- | ------------- | --- |
| 12 juni 1958 | Feijenoord – Rheden   | 7 – 2 (3 – 1) | 12' Cor van der Gijp 1-0, 13' Cor van der Gijp 2-0, 44' Henk Schouten 3-0, 45' Henk Zinnemers 3-1, 55' Hendrik Bosveld (e.d.) 4-1, 70' Henk Schouten 5-1, 75' Henk Schouten 6-1, Ap Bosveld 6-2, 85' Kees Rijvers 7-2 |
| 14 juni 1958 | AGOVV – MVV           | 0 – 0         | |
| 15 juni 1958 | Sparta – PSV          | 4 – 2 (1 – 2) | 35' Ad Verhoeven 1-0, 40' Toon Brusselers 1-1, 44' Coen Dillen 1-2, 53' Peet Geel 2-2, 83' Wim van der Gijp 3-2, 88' Tonny van Ede 4-2                                                                                |
| 15 juni 1958 | Wageningen – Volendam | 2 – 9 (2 – 5) | 8' Dick Tol 0-1, 9' Charley van de Weerd 1-1, 14' Dick Tol 1-2, Dick Tol 1-3, Dick Tol 1-4, 36' Dick Tol 2-4, Joop van de Kolk 2-5, 50' Dick Tol 2-6, 75' Dick Tol 2-7, 80' Harmen Veerman 2-8, Ben Steur 2-9         |

Replay
| Datum        | Wedstrijd   | Uitslag                    | Scoreverloop                                                                   |
| ------------ | ----------- | -------------------------- | ------------------------------------------------------------------------------ |
| 18 juni 1958 | MVV – AGOVV | 2 – 1 n.v. (1 – 1) (1 – 0) | 28' Gerard (Pummy) Bergholtz 1-0, 75' Harmen de Jong 1-1, 95' Frans Rutten 2-1 |

## Halve finales
| Datum                           | Wedstrijd           | Uitslag       | Scoreverloop                                                                              |
| ------------------------------- | ------------------- | ------------- | ----------------------------------------------------------------------------------------- |
| 21 juni 1958 De Kuip, Rotterdam | Feijenoord – Sparta | 1 – 3 (0 – 1) | 4' Piet de Vries 0-1, 51' Kees Rijvers 1-1, 72' Hans de Koning 1-2, 90' Piet de Vries 1-3 |
| 21 juni 1958 terrein N.E.C.     | MVV – Volendam      | 1 – 3 (1 – 1) | 28' Chris Coenen 1-0, 44' Dick Tol 1-1, 80' Harmen Veerman 1-2, 85' Harmen Veerman 1-3    |

## Finale
|                                |                                                                             |               |                                 |                                                                                 |
| 26 juni 1958 Finale KNVB Beker | Sparta                                                                      | 4 – 3 (3 – 2) | Volendam                        | Olympisch Stadion, Amsterdam Toeschouwers: 18.000 Scheidsrechter: Bertus Aussum |
| 26 juni 1958 Finale KNVB Beker | Tinus Bosselaar 8' Klaas Karregat 20' (e.d.) Peet Geel 38' Ad Verhoeven 69' |               | 18', 70' Jaap Smit 41' Dick Tol | Olympisch Stadion, Amsterdam Toeschouwers: 18.000 Scheidsrechter: Bertus Aussum |

| Sparta        |  |                   |
|               |  |                   |
| DM            |  | Andries van Dijk  |
|               |  | Pim Visser        |
|               |  | Freek van der Lee |
|               |  | Ad Verhoeven      |
|               |  | Jannie Schilder   |
|               |  | Hans de Koning    |
|               |  | Tonny van Ede     |
|               |  | Wim van der Gijp  |
|               |  | Peet Geel         |
|               |  | Piet de Vries     |
|               |  | Tinus Bosselaar   |
| Trainer:      |  |                   |
| Denis Neville |  |                   |

| Volendam         |  |                  |                           |
|                  |  |                  |                           |
| DM               |  | Jaap Keizer      |                           |
|                  |  | Dick Maurer      |                           |
|                  |  | Jaap Kroon       |                           |
|                  |  | Jan Schilder     |                           |
|                  |  | Klaas Karregat   |                           |
|                  |  | Gerrit Zwarthoed | Werd van het veld gehaald |
|                  |  | Johan Pelk       |                           |
|                  |  | Ben Steur        |                           |
|                  |  | Dick Tol         |                           |
|                  |  | Jaap Smit        |                           |
|                  |  | Harmen Veerman   |                           |
| Wisselspeler:    |  |                  |                           |
|                  |  | Joep Molenaar    | Werd in het veld gebracht |
| Trainer:         |  |                  |                           |
| Leen van Woerkom |  |                  |                           |

| KNVB Beker 1957/58  |
| ------------------- |
| Sparta Eerste titel |

Seizoenen: 1898/99 · 1899/00 · 1900/01 · 1901/02 · 1902/03 · 1903/04 · 1904/05 · 1905/06 · 1906/07 · 1907/08 · 1908/09 · 1909/10 · 1910/11 · 1911/12 · 1912/13 · 1913/14 · 1914/15 · 1915/16 · 1916/17 · 1917/18 · 1918/19 · 1919/20 · 1920/21 · 1921/22 · 1922/23 · 1923/24 · 1925 · 1925/26 · 1926/27 · 1927/28 · 1928/29 · 1929/30 · 1930/31 · 1931/32 · 1932/33 · 1933/34 · 1934/35 · 1935/36 · 1936/37 · 1937/38 · 1938/39 · 1939/40 · 1940/41 · 1941/42 · 1942/43 · 1943/44 · 1944/45 · 1945/46 · 1946/47 · 1947/48 · 1948/49 · 1949/50 · 1950/51 · 1951/52 · 1952/53 · 1953/54 · 1954/55 · 1955/56 · 1956/57 · 1957/58 · 1958/59 · 1959/60 · 1960/61 · 1961/62 · 1962/63 · 1963/64 · 1964/65 · 1965/66 · 1966/67 · 1967/68 · 1968/69 · 1969/70 · 1970/71 · 1971/72 · 1972/73 · 1973/74 · 1974/75 · 1975/76 · 1976/77 · 1977/78 · 1978/79 · 1979/80 · 1980/81 · 1981/82 · 1982/83 · 1983/84 · 1984/85 · 1985/86 · 1986/87 · 1987/88 · 1988/89 · 1989/90 · 1990/91 · 1991/92 · 1992/93 · 1993/94 · 1994/95 · 1995/96 · 1996/97 · 1997/98 · 1998/99 · 1999/00 · 2000/01 · 2001/02 · 2002/03 · 2003/04 · 2004/05 · 2005/06 · 2006/07 · 2007/08 · 2008/09 · 2009/10 · 2010/11 · 2011/12 · 2012/13 · 2013/14 · 2014/15 · 2015/16 · 2016/17 · 2017/18 · 2018/19 · 2019/20 · 2020/21 · 2021/22 · 2022/23 · 2023/24 · 2024/25
Finales: 2013 · 2014 · 2015 · 2016 · 2017 · 2018 · 2019 · 2020 · 2021 · 2022 · 2023 · 2024
Nederland: Eredivisie · Eerste divisie · Tweede divisie · Derde divisie/Topklasse · KNVB Beker
Europa: Champions League · Europa Cup I · Europa Cup II · Europa League · UEFA Cup · Jaarbeursstedenbeker · Intertoto Cup